# Retortillo de Soria
Retortillo de Soria és un municipi de la província de Sòria a la comunitat autònoma de Castella i Lleó i als peus de la SIerra de Pela. Està format per les pedanies de Cañicera; Castro; Losana; Madruédano; Manzanares (Sòria); Modamio; Peralejo; Peralejo de los Escuderos; Rebollosa de los Escuderos; Retortillo; Retortillo de Soria; Sauquillo de Paredes; Tarancueña; Torrevicente i Valvenedizo.
Als seus voltants es pot trobar l'Arroyo de Jimeno, l'Arroyo del Molinillo i l'Arroyo Gimeno.